# Richard Wagner (pisarz)
Richard Wagner (ur. 10 kwietnia 1952, zm. 14 marca 2023 w Berlinie) – niemiecki powieściopisarz, mąż Herty Müller.
Przedstawiciel mniejszości niemieckiej w Rumunii. Studiował germanistykę i rumunistykę na Universitatea de Vest din Timişoara. Następnie pracował jako nauczyciel języka niemieckiego i dziennikarz. W 1987 wraz z żoną opuścił Rumunię i wyjechał do Niemiec Zachodnich, następnie zamieszkał w Berlinie.

## Publikacje
- Klartext. Ein Gedichtbuch (1973)
- die invasion der uhren. Gedichte (1977)
- Der Anfang einer Geschichte. Prosa (1980)
- Hotel California I. Der Tag, der mit einer Wunde begann. Gedichte (1980)
- Anna und die Uhren. Ein Lesebuch für kleine Leute mit Bildern von Cornelia König (1981, 1987)
- Gegenlicht. Gedichte (1983)
- Das Auge des Feuilletons. Geschichten und Notizen. (1984)
- Rostregen. Gedichte. Luchterhand (1986)
- Ausreiseantrag (1988)
- Begrüßungsgeld (1989)
- Die Muren von Wien. Roman (1990)
- Der Sturz des Tyrannen. Rumänien und das Ende der Diktatur. Herausgegeben mit Helmuth Frauendorfer (1990)
- Sonderweg Rumänien. Bericht aus einem Entwicklungsland (1991)
- Schwarze Kreide. Gedichte (1991)
- Völker ohne Signale. Zum Epochenbruch in Osteuropa. Essay (1992)
- Der Himmel von New York im Museum von Amsterdam. Geschichten (1992)
- Heiße Maroni. Gedichte (1993)
- Giancarlos Koffer (1993)
- Mythendämmerung. Einwürfe eines Mitteleuropäers (1993)
- Der Mann, der Erdrutsche sammelte. Geschichten (1994)
- In der Hand der Frauen, Roman (1995, DVA), ISBN 3-421-05008-2
- Lisas geheimes Buch. Roman (1996)
- Im Grunde sind wir alle Sieger. Roman (1998)
- Mit Madonna in der Stadt. Gedichte (2000)
- Miss Bukarest, Roman (2001, Aufbau), ISBN 3-351-02926-8
- Ich hatte ein bisschen Kraft drüber, Materialsammlung zu Birgit Vanderbeke von Richard Wagner (2001, S. Fischer TB), ISBN 3-596-14937-1
- Der leere Himmel, Reise in das Innere des Balkan, Essay (2003, Aufbau), ISBN 3-351-02548-3
- Habseligkeiten, Roman (2004, Aufbau), ISBN 3-351-03027-4
- Der deutsche Horizont. Vom Schicksal eines guten Landes, Essay (2006, Aufbau), ISBN 3-351-02628-5
- Das reiche Mädchen, Roman (2007, Aufbau) ISBN 3-351-03226-9
- Es reicht. Gegen den Ausverkauf unserer Werte, Essay (2008, Aufbau) ISBN 3-351-02673-0
- Linienflug. Gedichte, Hg. von Ernest Wichner. (2010, Hochroth), ISBN 978-3-942161-03-9
- Belüge mich. Roman, (2011, Aufbau), ISBN 978-3-351-033361
- Die deutsche Seele, (mit Thea Dorn). (2011, Knaus), ISBN 978-3-8135-0451-4
- Und meine Seele spannte weit ihre Flügel aus. Hundert deutsche Gedichte, Hg. und mit einem Nachwort von Richard Wagner. (2013, Aufbau), ISBN 978-3-351-03549-5
- Habsburg. Bibliothek einer verlorenen Welt, (2014, Hoffmann und Campe) ISBN 978-3-455-50306-7